# Zillerplatz
Der Zillerplatz liegt im Stadtteil Niederlößnitz der sächsischen Stadt Radebeul, zwischen den Kreuzungspunkten der nach Norden verlaufenden Zillerstraße mit der nach Osten verlaufenden Heinrich-Zille-Straße sowie der ein kurzes Stück weiter nördlich nach Westen verlaufenden Winzerstraße. Etwa 90 Meter weiter östlich treffen sich die beiden Straßen an einer Gabelung. Der Zillerplatz wurde in den 1870er Jahren von Moritz Ziller (1838–1895), dem älteren Bruder der beiden Gebrüder Ziller, als Schmuckplatz angelegt.

## Geschichte

Zillerplatz, Holzstich (1891). Blick nach Süden in die Zillerstraße. Links das Gotische Haus, rechts die Villa Zillerstraße 13

Zillerplatz, Ansichtskarte um 1910. Blick nach Norden auf das Wohn- und Geschäftshaus von Ernst August Große, das ehemalige Kaufhaus Schulz (li.). Metallumzäunung um das Rondell

Zillerplatz, Foto um 1900. Blick nach Süden in die Zillerstraße. Jägerzaun um das Rondell

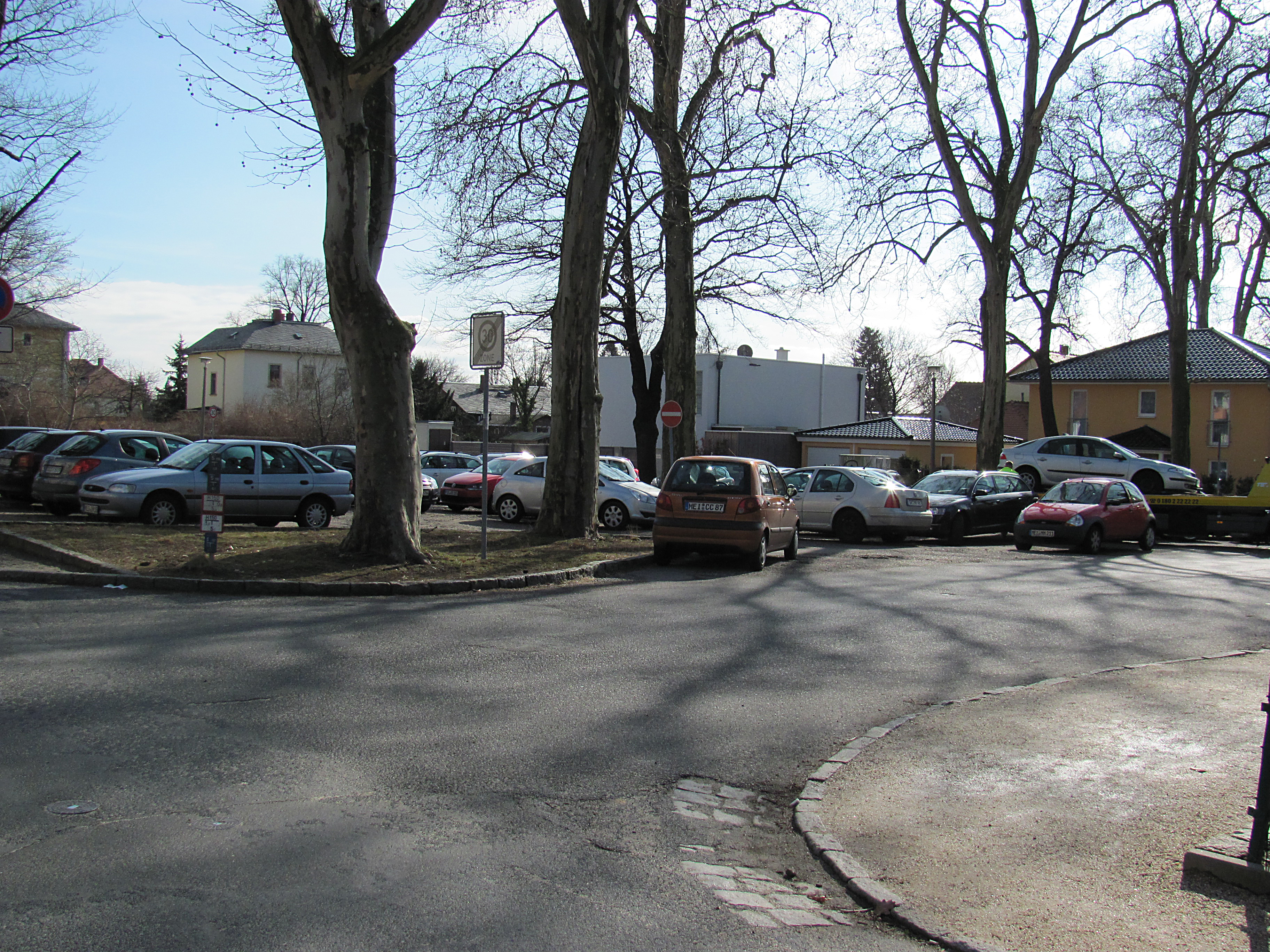
Blick nach Südost: Zillerplatz durchgehend asphaltiert (re.) und wilder Parkplatz (li.) auf der dreieckigen ehem. Grünfläche

In den 1870er Jahren legte das Bauunternehmen der Gebrüder Ziller die Zillerstraße an. Sie verläuft von der Meißner Straße in etwa nordnordöstlicher Richtung bis zum Lößnitzgrund. Als Vorzeigestraße der Bauunternehmung geplant, erhielt sie zwischen den beiden Kreuzungspunkten mit den alten Weinbergswegen der Magdalenenstraße (heute Heinrich-Zille-Straße) und der Mittleren Bergstraße (heute Winzerstraße) eine längsovale, platzartige Aufweitung, die in der Mitte durch ein Rondell geschmückt wurde. Dieses ist bereits auf dem Plan der Lößnitz von 1876 eingezeichnet.
Im Jahr 1885 wurde das Rondell durch die Gebrüder Ziller zu einem Schmuckplatz aufgewertet, indem dort ein rundes Wasserbecken mit etwa fünf Metern Durchmesser platziert wurde. In dessen Mitte befand sich eine kelchartige Brunnenschale mit einer Fontäne. Nach dieser ergab sich die erste Benennung Fontainenplatz. Zillerstrasse, die sich so beispielsweise auf einem Holzstich aus dem Jahr 1891 findet. Auf diesem Holzstich geht der Blick nach Süden in den unteren Teil der Zillerstraße. An der Straßenecke ist links das um 1850 errichtete und inzwischen abgebrochene Gotische Haus und rechts die 1873 gebaute Villa Zillerstraße 13 mit dem gelb verglasten Ecktürmchen zu sehen. Im September 1886 beantragte Moritz Ziller bei der Gemeinde die Aufstellung lebensgroßer Figuren wie wenige Jahre später bei dem Fontainenplatz in Serkowitz, jedoch kam es nie zu einer Realisierung. Um den Platz wurden 16 Platanen gepflanzt, und der Verschönerungsverein für die Lößnitz stellte Ruhebänke auf.
Voraussetzung für den Betrieb der Fontäne war das Zillersche Wasserwerk im Lößnitzgrund, das ab 1876 sechzig Anwesen der Niederlößnitz mit Wasser versorgte. Das aus zwei Brunnen mittels Dampfdruck in einen Hochbehälter am Jagdweg gepumpte Wasser lief mit natürlichem Druck in eisernen Rohren durch den Paradiesweg (heute Auf den Bergen) bis zur Fontäne. Da die Gebrüder Ziller bereits seit 1867 mit der Gemeinde einen Vertrag hatten, Fahr- und Fußwege ohne Abgaben ausbauen zu können, war es möglich, die Rohrleitungen gezielt zum Platz zu verlegen. Im Juni 1889 erwarb der in der Villa Borstraße 11 wohnende Kammerherr von Blumenthal die Hälfte des Abwassers dieser „großen Fontaine“.
Um etwa 1895 war die das Wasserbecken umgebende Grünfläche von einem Jägerzaun umgeben. Später wurde dieser durch eine niedrige Metallumzäunung ersetzt.
Nach Moritz Zillers Tod übernahm die Gemeinde den Platz. Ziller selbst hatte für das sich östlich des Platzes durch die Straßengabelung ergebende Platzdreieck noch gestalterische Vorschläge gemacht. Ab 1904 gab es zu deren Umsetzung mehrere Ansätze. Bis 1912 wurden dort hauptsächlich Koniferen gepflanzt und die Anpflanzung wurde zum Fußweg hin durch einen Jägerzaun eingefriedet.
Auf einem Foto aus der Zeit um 1910 ist die kelchartige innere Brunnenschale bereits verschwunden, irgendwann später verschwand auch die sprudelnde Fontäne.
Heute ist der Zillerplatz lediglich eine Aufweitung in der durchgehend asphaltierten und befahrenen Zillerstraße, umpflanzt mit den Platanen. Das ehemalige Gründreieck bis zur Straßengabelung ist heute ein wilder Parkplatz mit Containerstellplatz.
Seit 2007 gibt es einen Stadtratsbeschluss zum Fachkonzept Stadtgrün der Stadt Radebeul, das im Rahmen des Stadtentwicklungskonzepts entwickelt und beschlossen wurde. Gemäß der dortigen zeitlichen Planung von Bauvorhaben zur Neugestaltung beziehungsweise Sanierung von öffentlichen Grünanlagen wurden bis 2011 der Skulpturenpark an den Landesbühnen Sachsen neugeschaffen und die Grünflächen des Angers Am Kreis, an der Sternwarte und am Prof.-Wilhelm-Ring innerhalb der Villenkolonie Altfriedstein fertiggestellt.
Von den noch ausstehenden Vorhaben der (Neu-)Gestaltung des Bahnhofsvorplatzes am Bahnhof Radebeul Ost, Zillerplatzes, des Rosa-Luxemburg-Platzes und des Eduard-Bilz-Platzes wird der Bahnhofsvorplatz im Zuge der dort 2012/2013 stattfindenden Baumaßnahmen realisiert und für den Zillerplatz sollen die bereits vorliegenden Entwürfe kurzfristig weiterentwickelt werden.

## Benamung
Ende des 19. Jahrhunderts war dies der Fontainenplatz in der Zillerstraße, so wie es in Serkowitz den ebenfalls von den Gebrüdern Ziller angelegten Fontainenplatz gab. Später ergab sich die Benennung Zillerplatz.
Im Jahr 1950 erhielt der Platz den Namen Platz der Jungen Pioniere. 1992 wurde er wieder in Zillerplatz zurückbenannt.